# سانسی

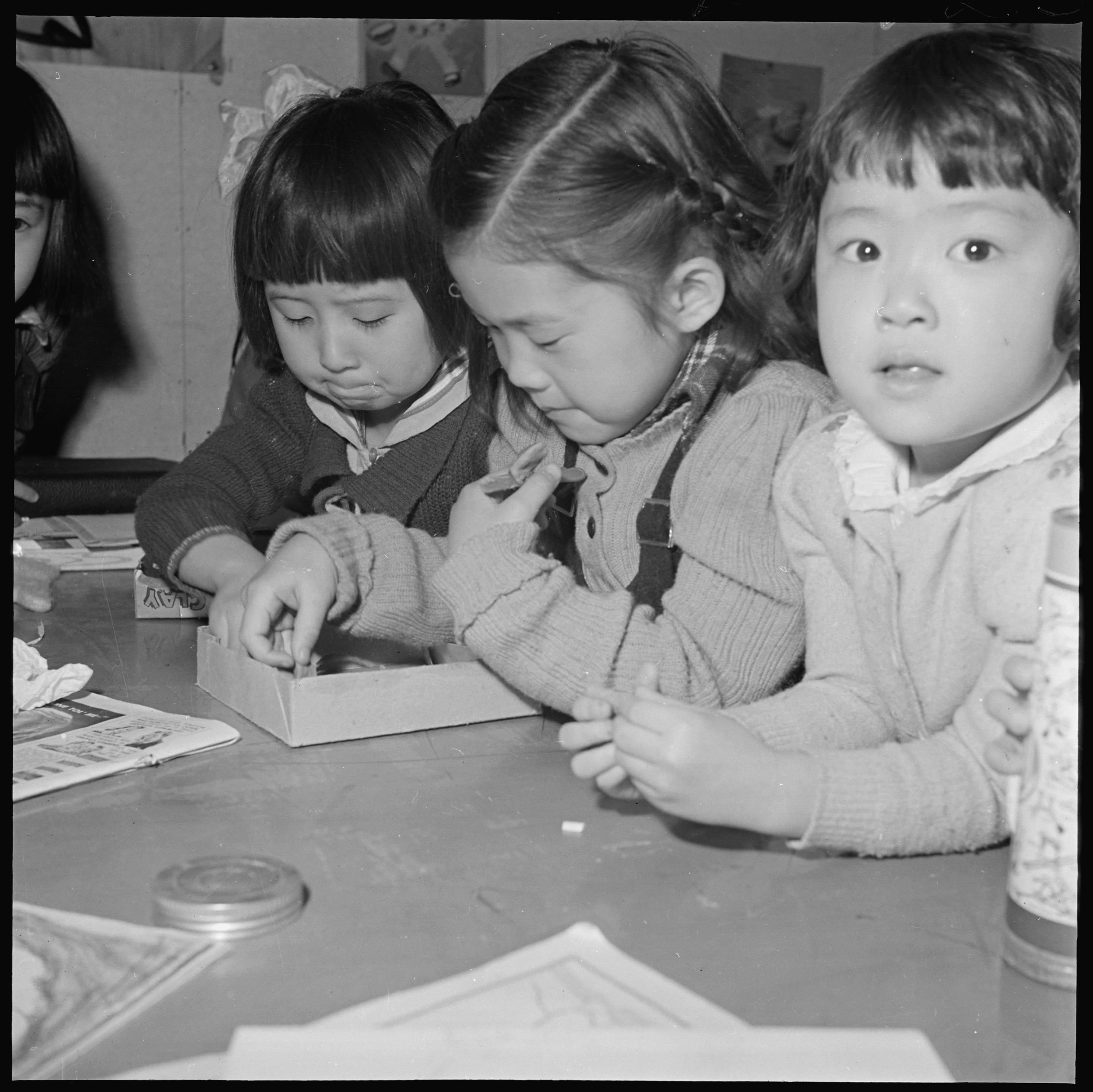
دختران سانسی در ایالت وایومینگ آمریکا، ۱۹۴۳. پدربزرگ‌های این کودکان به آمریکا مهاجرت کرده‌اند.

سانسِی (به ژاپنی: 三世) اصطلاحی در زبان ژاپنی است که به نوه‌های مهاجران ژاپنی (ایسی) متولدشده در کشورهای دیگر به ویژه در ایالات متحده آمریکا گفته می‌شود. ترجمه تحت‌اللفظی این عبارت «نسل سوم» است.
سانسی‌ها، فرزندان نیسِی‌ها و والدین یونسِی‌ها هستند.

## در آمریکا
بیشتر سانسی‌های آمریکا پس از جنگ جهانی دوم متولد شده‌اند. بر اساس پژوهشی که در سال ۱۹۷۸ در مورد سانسی‌ها در آمریکا انجام‌شده، شمار قابل توجهی از سانسی‌ها دچار بحران هویتی بوده‌اند. آن‌ها از یک سو ارزش‌های اجتماعی ژاپنی مانند وفاداری را از والدین خود دریافت کرده‌اند و از سوی دیگر دارای ذائقه‌ها و عاداتی هستند که آن‌ها را از جامعه آمریکا دریافت کرده‌اند و والدینشان (نیسی‌ها) اصولاً فاقد آن‌ها هستند.
| مهاجران ژاپنی‌تبار و فرزاندان آن‌ها | مهاجران ژاپنی‌تبار و فرزاندان آن‌ها | مهاجران ژاپنی‌تبار و فرزاندان آن‌ها | مهاجران ژاپنی‌تبار و فرزاندان آن‌ها |
| نسل                               | فارسی                             | ژاپنی                             | انگلیسی                           |
| --------------------------------- | --------------------------------- | --------------------------------- | --------------------------------- |
| نسل اول                           | ایسی                              | 一世                              | Issei                             |
| نسل دوم                           | نیسی                              | 二世                              | Nisei                             |
| نسل سوم                           | سانسی                             | 三世                              | Sansei                            |
| نسل چهارم                         | یونسی                             | 四世                              | Yonsei                            |
| نسل پنجم                          | گوسی                              | 五世                              | Gosei                             |

## یادکرد منابع
1. 1 2 3 4  Densho Encyclopedia.
2. ↑  Miyoshi.
3. ↑  Miyoshi.